# Challenger de Phoenix 2024
El torneo Arizona Tennis Classic 2024 fue un torneo de tenis perteneció al ATP Challenger Tour 2024 en la categoría Challenger 175. Se trató de la 4ª edición; el torneo tuvo lugar en la ciudad de Phoenix (Estados Unidos), desde el 11 hasta el 17 de marzo de 2024 sobre pista dura al aire libre.

## Jugadores participantes del cuadro de individuales
| Favorito | País                      | Jugador             | Rank1 | Posición en el torneo |
| -------- | ------------------------- | ------------------- | ----- | --------------------- |
| 1        | Bandera de Estados Unidos | Christopher Eubanks | 34    | Primera ronda         |
| 2        | Bandera de Austria        | Sebastian Ofner     | 38    | Primera ronda         |
| 3        | Bandera vacío             | Roman Safiullin     | 42    | Primera ronda         |
| 4        | Bandera de Alemania       | Yannick Hanfmann    | 57    | Primera ronda         |
| 5        | Bandera de Portugal       | Nuno Borges         | 60    | CAMPEÓN               |
| 6        | Bandera de España         | Roberto Carballés   | 64    | Primera ronda, retiro |
| 7        | Bandera de Australia      | Aleksandar Vukic    | 69    | Semifinales           |
| 8        | Bandera de Francia        | Arthur Cazaux       | 77    | Segunda ronda         |

- 1 Se ha tomado en cuenta el ranking del 4 de marzo de 2024.

### Otros participantes
Los siguientes jugadores recibieron una invitación (wild card), por lo tanto ingresan directamente al cuadro principal (WC):
- Denis Kudla
- Michael Mmoh
- Matteo Berrettini

Los siguientes jugadores ingresan al cuadro principal tras disputar el cuadro clasificatorio (Q):
- Térence Atmane
- Cristian Garín
- Mitchell Krueger
- Emilio Nava
- Zachary Svajda
- Adam Walton

## Campeones

### Individual Masculino
- Nuno Borges derrotó en la final a  Matteo Berrettini por 7–5, 7–6(4)

### Dobles Masculino
- Sadio Doumbia /  Fabien Reboul derrotaron en la final a  Rinky Hijikata /  Henry Patten por 6–3, 6–2